# Orián Suárez
Orián Suárez (ur. w Hawanie na Kubie) – kubański aktor, znany z roli niewolnika Miguela w telenoweli Caracol Televisión Niewolnica Victoria (La esclava blanca, 2016).
Dorastał w Bogocie. Początkowo grał w teatrze (2006), był związany z amatorską grupą teatralną Olgi Alonso, a następnie miał możliwość wystąpić w La noche del juicio (2010), Ay mi amor (2009) i El más fuerte (2010) oraz filmie Między nami bliźniętami (Irremediablemente Juntos, 2102) i Klęski wojny (Los desastres de la guerra, 2012).
Ma córkę Vanessę (ur. 2013).